# Nissan Saurus Jr.
Der Nissan Saurus Jr. (interne Bezeichnung: NSJ-91) ist ein Rennwagen, der von Nissan nur für den Markencup Saurus Jr. Cup auf dem Tsukuba Circuit in Japan hergestellt wurde. Ab 1991 war er für ¥ 2,3 Mio. als Bausatz (Kit Car) oder für ¥ 2,7 Mio. als fertiges Fahrzeug erhältlich.

## Geschichte
Der Nissan Saurus Jr. basierte auf dem auf der Tokyo Motor Show 1987 vorgestellten Konzeptfahrzeug Nissan Saurus. Die Nissan eigene Motorsport- und Tuning-Division Nismo entwickelte den Saurus Jr als erstes Rennsportprojekt aus dem Konzeptfahrzeug in ein erschwingliches, motorsporttaugliches Breitensportfahrzeug. Es wurden zwischen 1989 und 1991 etwa 120 Fahrzeuge von dem Modell gefertigt, die vorrangig in den Nissan eigenen Fahrschulen bei Trackdays und in einem eigenen Markenpokal zum Einsatz kamen.  

## Technik
Der Saurus Jr. wird von einem quer hinter dem Fahrersitz eingebauten Reihenvierzylindermotor Typ Nissan MA10E mit einer obenliegenden Nockenwelle (SOHC) sowie einem Hubraum von 987 cm³ angetrieben. Er entwickelt 69 PS (51 kW) bei 5600 min−1 und ist mit einem manuellen Transaxle-Fünfganggetriebe, Typ RS5F31V, kombiniert. Dieses Getriebe war bis auf ein Teil baugleich mit dem des March R.
Vorder- und Hinterachse sind an Querlenkern aufgehängt. Die Reifendimension ist 175/60 R14. Die Lenkung ist als Zahnstangenlenkung ausgeführt. Das einsitzige Monocoque hat einen Rohrrahmen mit Überrollbügel und eine offene Kunststoffkarosserie.

## Sonderausstattungen
Als Sonderausstattungen für den Saurus Jr. waren nur ein Spiegel und ein Heckspoiler verfügbar. Außerdem konnten verschiedene Felgen und Reifen gewählt werden.